# گروه آناندا
گروه آناندا (انگلیسی: Ananda Group) شرکت خوشه‌ای بنگلادشی است، که در سال ۱۹۸۳ تأسیس شد.